# Kloster Alexanderdorf

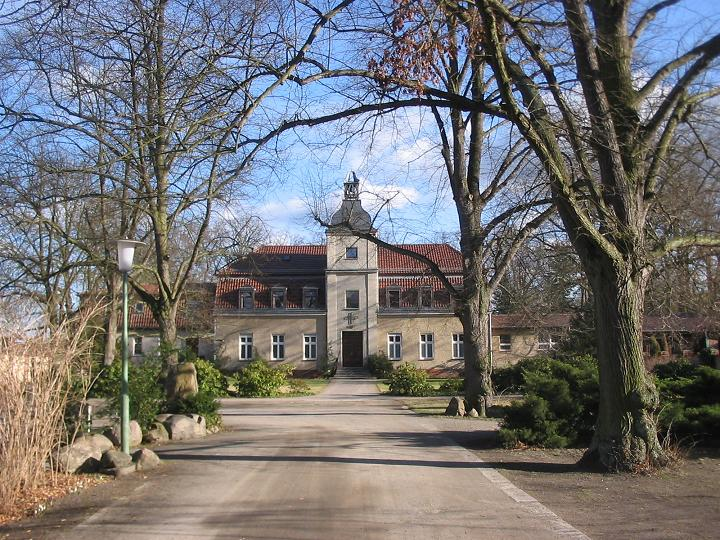
Hauptgebäude, ehemaliges Gutshaus (2008)

Das Kloster Alexanderdorf – Benediktinerinnenabtei St. Gertrud ist ein Frauenkloster in der Gemarkung Alexanderdorf des Ortsteils Kummersdorf-Alexanderdorf der Gemeinde Am Mellensee im Landkreis Teltow-Fläming, Brandenburg. Das einzige nachreformatorische Benediktinerinnenkloster in Brandenburg wurde 1934 in einem ehemaligen Gutshaus eingerichtet und 1984 zur Abtei erhoben. In der Abtei leben rund dreißig Benediktinerinnen nach der Regula Benedicti. Schutzpatronin des Klosters ist die heilige Gertrud von Helfta.

## Geschichte

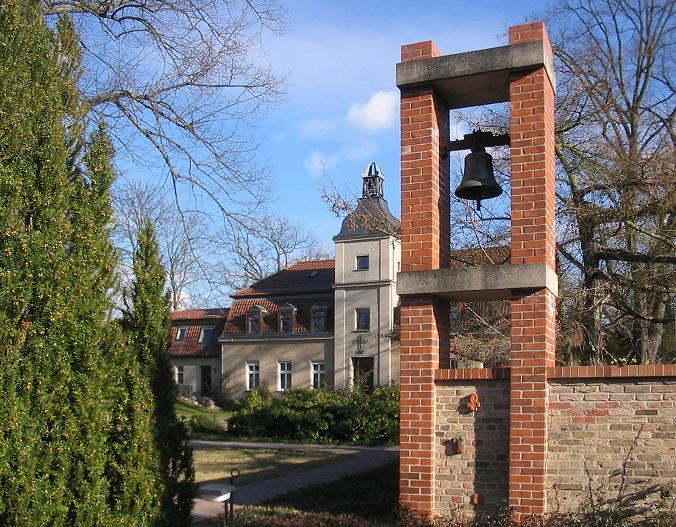
Freistehender Glockenturm (2008)

Die Wurzeln des Klosters Alexanderdorf liegen im Jahr 1919 in Berlin. Krankenschwestern, die im Lazarettdienst des Ersten Weltkriegs tätig waren, schlossen sich mit dem Ziel zusammen, neben ihrer Arbeit die kirchliche Liturgie mit Eucharistiefeier und Stundengebet gemeinsam zu feiern. 1924 wurde die Gemeinschaft als St. Hildegard-Schwesternschaft anerkannt.
Als 1934 die Berliner Krankenhäuser aufgegeben wurden, zogen die Ordensschwestern in die Mark Brandenburg und gründeten rund 30 Kilometer südlich Berlins in einem ehemaligen Gutshof in Alexanderdorf das Kloster St. Gertrud. In den Kriegs- und Nachkriegsjahren bauten die Schwestern die Hofgebäude nach ihren Erfordernissen um. Unter der sowjetischen Besetzung Alexanderdorfs flohen ab 1946 22 Schwestern zunächst in der Haus Assen in Lippborg (Westfalen) und gründeten 1949 im Oldenburger Münsterland (Niedersachsen) im Bistum Münster das Kloster St. Scholastika in der Burg Dinklage, das dem Kloster Alexanderdorf bis heute verbunden ist. 1984 wurde das Kloster Alexanderdorf zur Abtei erhoben und die erste Äbtissin Sr. Gisela Müller gewählt. Ihre erste Nachfolgerin wurde im Jahr 2000 Sr. Ursula Schwalke, 2013 folgte Sr. Bernadette Pruß.

## Klosterleben und Arbeitsbereiche

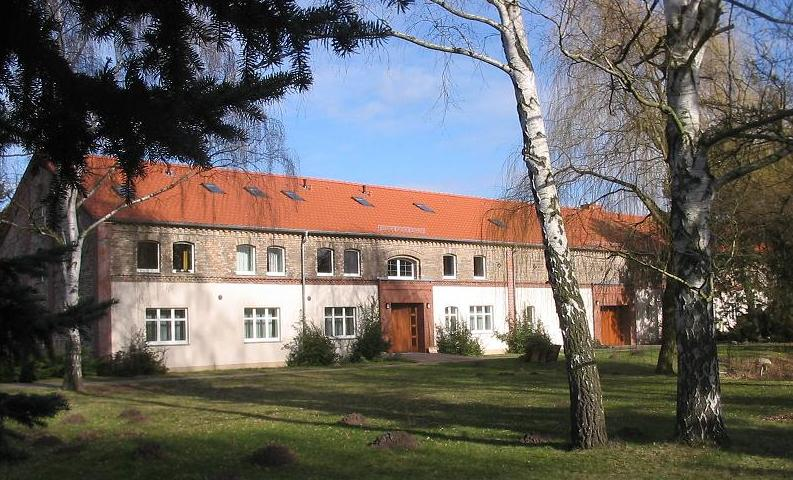
Gästehaus (2008)

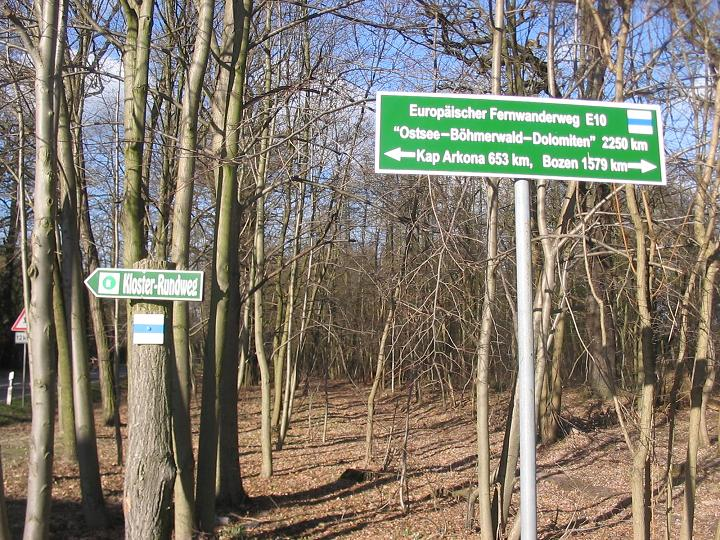
Klosterrundweg und Europäischer Fernwanderweg E10 (2008)

Die Schwestern arbeiten in der Küche, im ausgedehnten Garten und in einer Waschküche. In einer Paramentenwerkstatt entstehen liturgische Gewänder. Die klösterliche Hostienbäckerei beliefert nahezu alle katholischen und zunehmend auch evangelische Gemeinden in Ostdeutschland. Angebote für Gäste gibt es zur Spiritualität der heiligen Gertrud und zu Themen der benediktinischen Tradition. Bibeltage und Wochenenden zur „Meditiation des Tanzes“ ergänzen das Angebotsspektrum. Einen weiteren Arbeitsschwerpunkt bilden zwei Gästehäuser mit 22 Zimmern, die auch erholungssuchenden Familien offenstehen. Darüber hinaus finden Sommermusiken statt. Nach dem Wegfall der Hilfen des Bistums unterstützt insbesondere der Förderverein Kloster Alexanderdorf e. V. die Ordensschwestern.

## Äbtissinnen
- 1984–2000 Gisela Müller
- 2000–2013 M. Ursula Schwalke
- 2013–0000 Bernadette Pruß

## Gebäude und Umgebung
In einem ersten Schritt bauten die Schwestern die 1934 vorgefundenen Gebäude und Stallungen zur Kapelle, zu Wohn- und Arbeitsräumen sowie zu einem Gästehaus um. Später folgte die Umgestaltung eines Nebenflügels zur Klausur. 1979 begann der Ausbau der Scheune zur Kirche, die einen freistehenden Glockenturm erhielt. Parallel wurde die Klausur renoviert. Zwischen 1998 und 2000 erfolgte eine umfassende Sanierung und Erweiterung des Gästeflügels. In den Außenanlagen stehen ein Spielplatz, eine Tischtennisplatte und eine Gästewiese mit einem kleinen Teich zur Verfügung.
Die flache, wiesen- und waldreiche Umgebung, die zu der von Wassergräben durchzogenen Notte-Niederung gehört, bietet verschiedene ausgeschilderte Wanderwege. Dazu zählen der Klosterrundweg oder ein Weg zum nahegelegenen Naturschutzgebiet am Schulzensee. Zudem führt der Europäische Fernwanderweg E10 Ostsee – Böhmerwald – Dolomiten am Kloster vorbei. Badestrände finden sich unter anderem am Mellensee, der rund fünf Kilometer östlich liegt. Der Ort Kummersdorf-Alexanderdorf, der ca. 650 Einwohner hat, verfügt über eine Gaststätte, eine Pension und einen Tierarzt. Größere Orte in der Umgebung sind die Kleinstädte Zossen und Trebbin.